# Olave (Oláibar)
Olave (Olabe en euskera de forma cooficial) es una localidad española y un concejo de la Comunidad Foral de Navarra perteneciente al municipio de Oláibar. Está situado en la Merindad de Pamplona, en la comarca de Ultzamaldea y 10,5 km de la capital de la comunidad, Pamplona. Su población en 2014 fue de 73 habitantes (INE).

## Geografía física

### Situación
La localidad de Olave está situada en la margen izquierda del río Ulzama a una altitud de 511 m s. n. m. Su término concejil tiene una superficie 1.616 km y limita al norte con el término de Zandio, al este con el de Olaiz, al sur con el de Osabide y al oeste con el de Osacáin.

## Demografía
| Gráfica de evolución demográfica de Olave entre 2000 y 2013 |
|                                                             |
| Datos según el nomenclátor publicado por el INE.            |